# Abadia de Sant Bavó
L'abadia de Sant Bavó fou una construcció benedictina —ara en ruïnes— a la ciutat de Gant, Bèlgica.
Edificada durant la primera meitat del segle vii, es troba entre els carrers Voorhoutkaain i Spaniaardstraat. El fundador en fou sant Amant de Maastricht, que arribà a la ciutat provinent d'Aquitània i s'hi va dedicar a predicar. Entre les seues conversions hi ha la del sant Bavó de Gant, que hi va viure durant un temps i per això se la coneix amb el seu nom. En el segle ix, els normands van destruir parcialment l'edifici. El comte Arnold I de Flandes va ordenar reparar-la l'any 941.
L'emperador alemany Otó II veié l'abadia com un punt estratègic de defensa sobre l'Escalda (antiga frontera entre el Sacre Imperi romanogermànic i la Frància Occidental) en el seu etern conflicte amb Lluís V de França.
L'abadia custodià entre els segles X i XI tres relíquies de Pancraç de Roma (cama, costelles i medul·la). I després de les revoltes del 1539 contra l'emperador Carles V, aquest va decidir construir en el seu lloc una ciutadella, i és per això que va enderrocar gran part de l'abadia.

## Actualitat
En l'actualitat el que resta de l'antiga Abadia de Sant Bavó alberga un "Museu de làpides". Encara se'n poden apreciar els arcs de l'antic claustre, del segle XII, la sala capitular del s. XIII, el lavatori edificat el 1179 amb planta octogonal. En destaquen a més els paviments amb mosaics.
També es fa servir com a teatre a l'aire lliure; on abans era l'altar de l'església ara hi ha un escenari.

## Museu de les làpides
Entre les làpides, n'hi ha de persones destacades al costat d'altres de gent senzilla:
- La del sepulcre de Hubert van Eyck, germà del famós pintor Jan van Eyck.
- La d'un castellà de Gant anomenat Hugo, amb la seua estàtua.
- El mausoleu de Jan de Cléves.
- L'estàtua d'un guerrer desconegut del 1338.

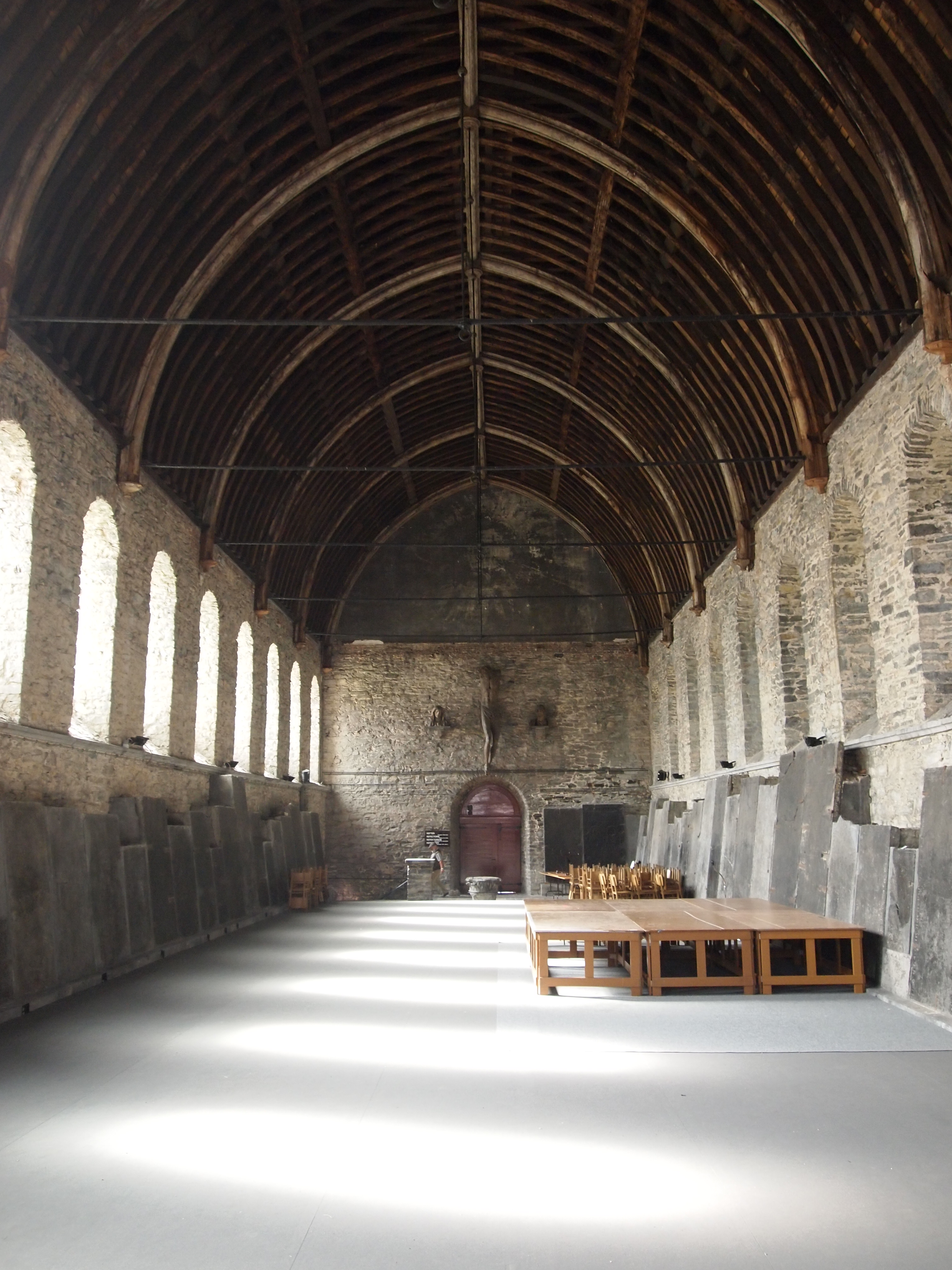
Refectori
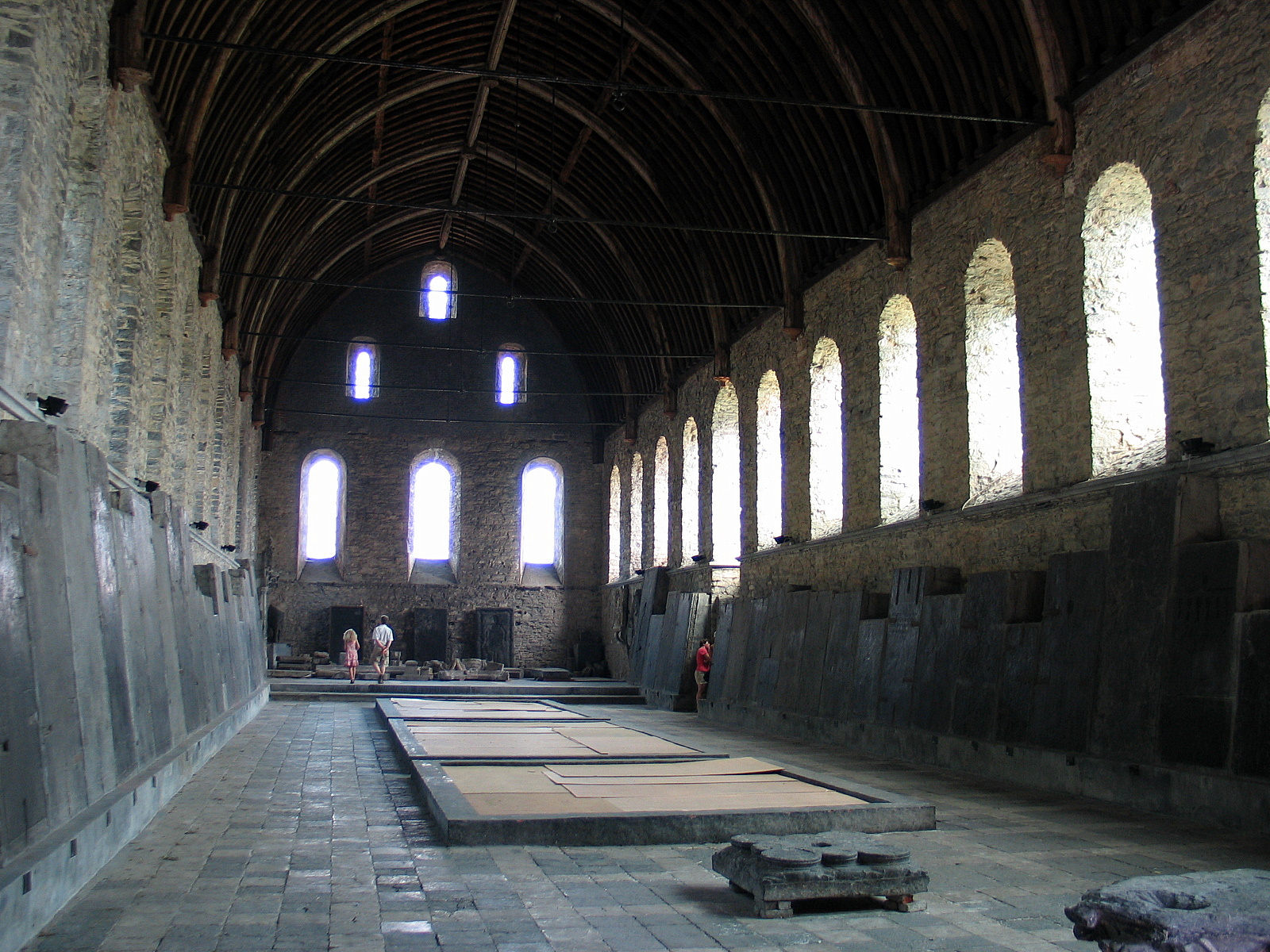
Museu de les làpides
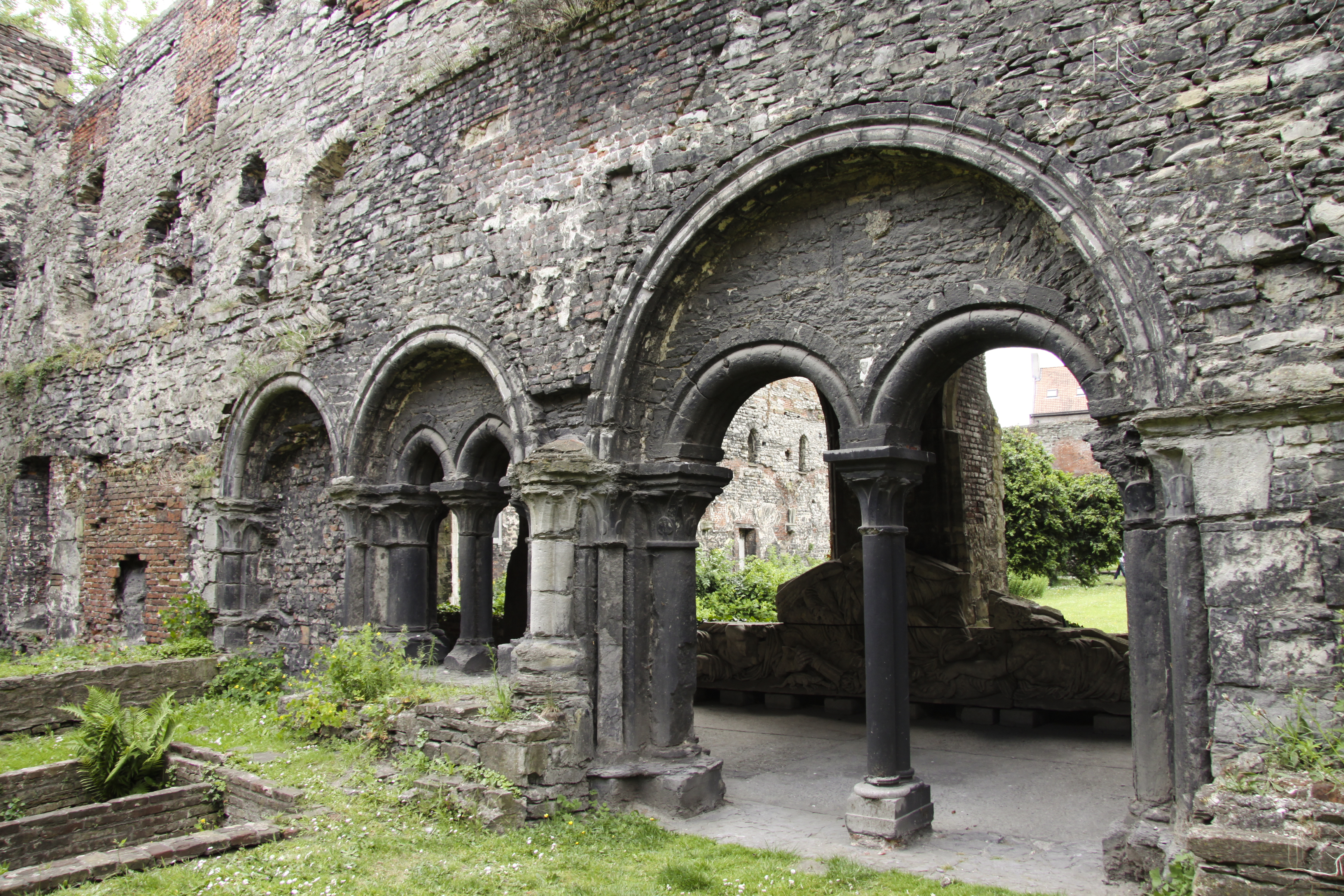
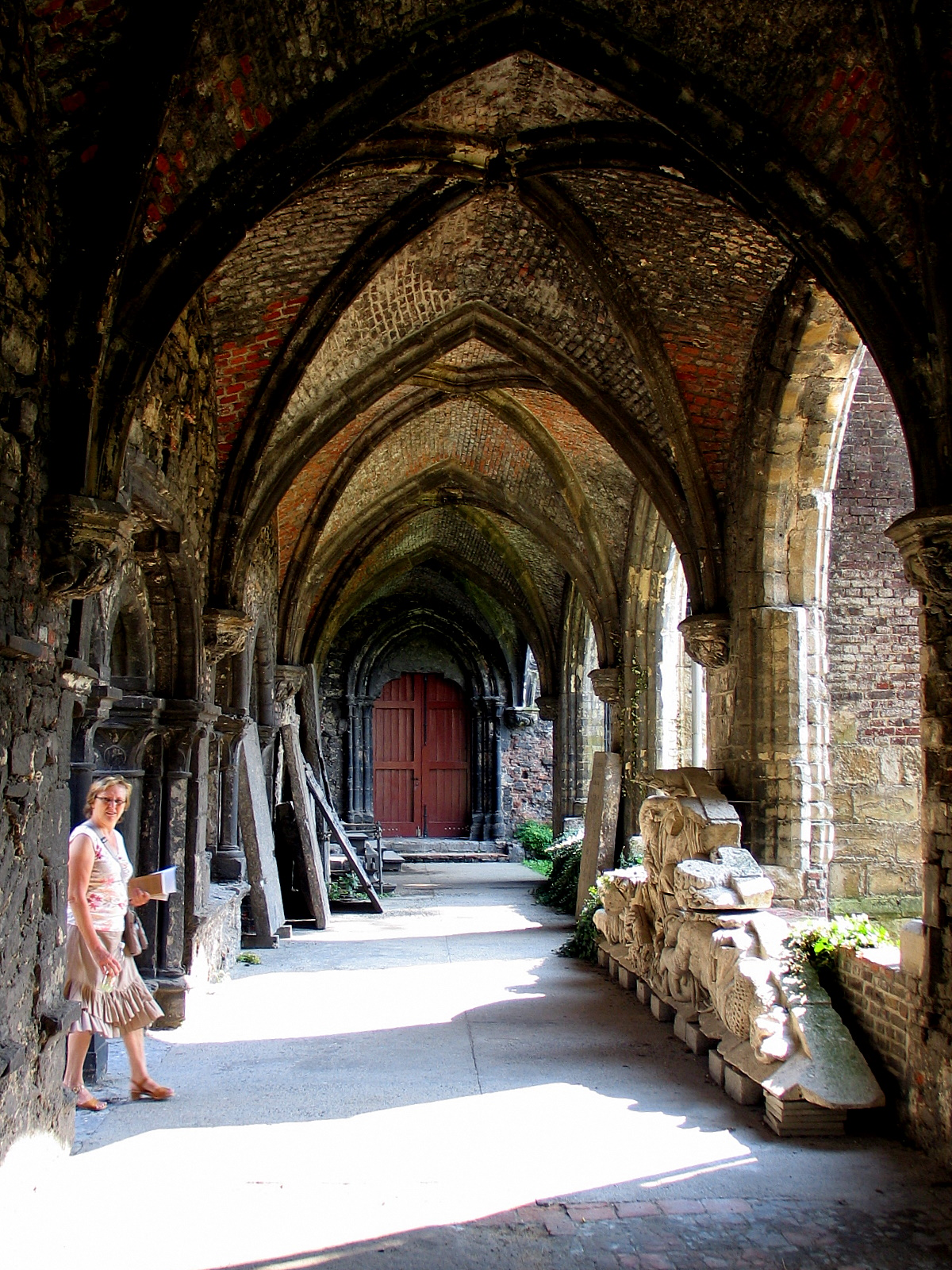
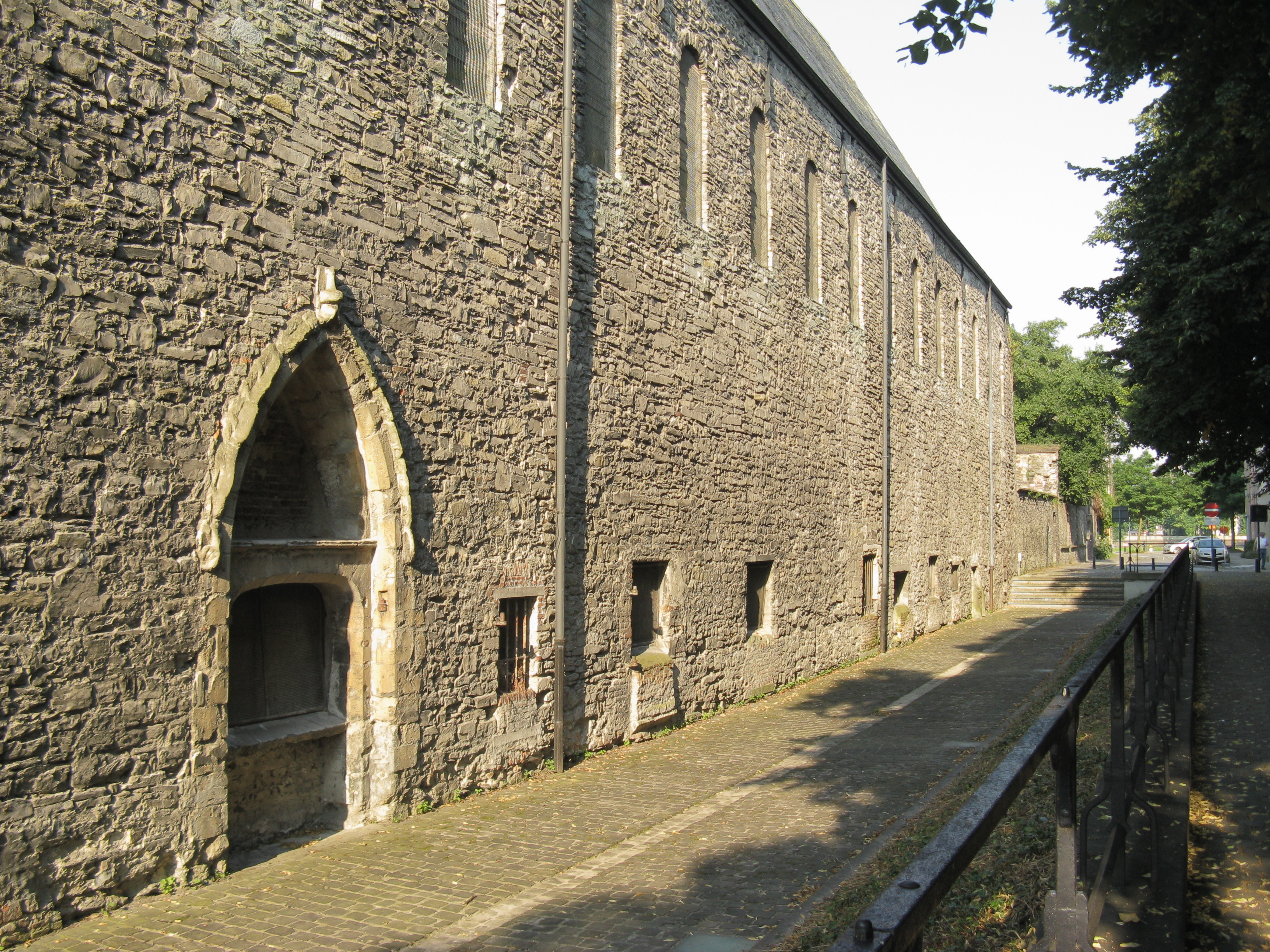